# Macropsis sundara
Macropsis sundara är en insektsart som beskrevs av Chandrasekhara A. Viraktamath 1981. Macropsis sundara ingår i släktet Macropsis och familjen dvärgstritar. Inga underarter finns listade i Catalogue of Life.